# Рельєф Данії
Рельєф Данії — переважно рівнинний. Близько 1/5 території знаходиться на рівні моря або нижче від нього.
Середня висота не перевищує 30 м над рівнем моря. Гір у Данії немає. Найвища точка 173 м пагорб Юдинг Сковхой на сході півострова Ютландія. Західне узбережжя порізане лагунами, мілинами та піщаними косами. На східному узбережжі подекуди є фіорди. Північну частину півострова Ютландія прорізає найбільший Лім-фіорд утворюючи складну систему внутрішніх вод. Скелясті пагорби є на острові Борнхольм (площа 588 кв. м), який розташований на сході від Данії у Балтійському морі. 